# Айтуар (Северо-Казахстанская область)
Айтуар (каз. Айтуар) — село в Жамбылском районе Северо-Казахстанской области Казахстана. Входит в состав Архангельского сельского округа. Код КАТО — 594633100.

## Население
В 1999 году население села составляло 299 человек (161 мужчина и 138 женщин). По данным переписи 2009 года, в селе проживало 213 человек (105 мужчин и 108 женщин).